# BDE
BDE (сокр. от англ. Borland Database Engine — «движок баз данных Borland») — 32-битный движок баз данных под Microsoft Windows для доступа к базам данных из Borland Delphi, C++ Builder, IntraBuilder, Paradox for Windows и Visual dBASE for Windows. В RAD Studio не поддерживается начиная с версии XE 7. Однако, при необходимости, может быть установлена отдельно.

## История
Turbo Pascal фирмы Borland включал в себя «базу данных» Toolbox, которая была первым дополнением для компиляторов Borland, предназначенным для работы с БД. Затем появился движок БД Paradox for Windows — PXENGWIN — который мог быть включён в программу для подключения к таблицам формата Paradox.
Первым механизмом подключения, основанным на использовании DLL, был ODAPI (от англ. Open Database API — «открытый интерфейс прикладного программирования баз данных»). Он представлял собой попытку Borland унифицировать взаимосвязи в своём программном пакете, включавшем в себя совершенно новый Paradox for Windows 4 и Quattro. С версиями 4.5 / 5.0 Paradox for Windows этот движок баз данных оформился как IDAPI (от англ. Integrated Database Application Program Interface — «интегрированный интерфейс прикладного программирования баз данных»).
В 2000 году Borland представила новую, основанную на SQL-драйверах, архитектуру, названную dbExpress, которая сделала устаревшей использовавшуюся в BDE технологию SQL Links.

## Описание
Имеющийся набор драйверов баз данных даёт единообразный доступ к стандартным источникам данных: Paradox, dBASE, FoxPro, Access, а также текстовым БД. Вы можете добавлять драйверы Microsoft ODBC при необходимости подключения к ODBC-сокету. Кроме того, Borland предоставляет SQL Links для доступа к широкому диапазону мощных СУБД, включая Informix, DB2, InterBase, Oracle и Sybase.
BDE имеет объектно-ориентированное устройство. Во время выполнения приложение взаимодействует с BDE, создавая различные BDE-объекты. Эти объекты затем используются для управления элементами БД, такими как таблицы и запросы. BDE API даёт прямой и оптимизированный доступ к движку, а также к встроенным в BDE драйверам для dBASE, Paradox, FoxPro, Access и текстовых БД.
Файлы ядра движка БД существуют как набор DLL, код которых полностью реентерабелен и потокобезопасен. В поставку BDE входит набор дополнительных утилит и примеров приложений.
Система BDE конфигурируется с помощью BDE Administrator (BDEADMIN.EXE).
В BDE используется «Local SQL», подмножество стандарта ANSI-92 языка SQL, расширенное для поддержки используемых в Paradox и DBF (называемых в BDE «стандартными» таблицами) соглашений о наименовании таблиц и полей. Local SQL позволяет использовать SQL для запросов к локальным «стандартным» таблицам, которые не находятся на серверах БД, в т. ч. удалённых. Local SQL также является необходимым средством для создания запросов с выборками из многих таблиц, часть которых локальна, а часть находится на удалённых SQL-серверах.